# 瑠璃光院

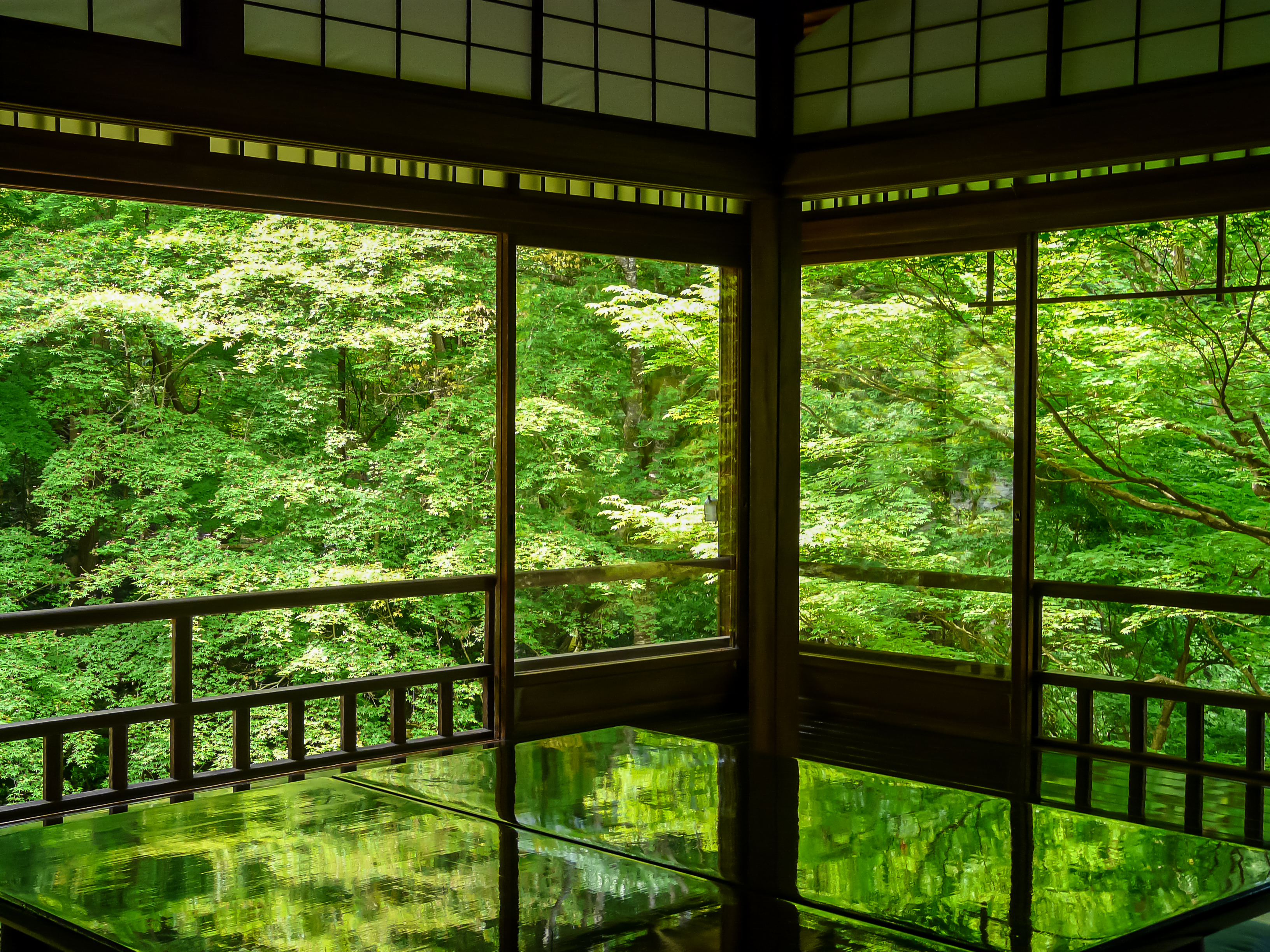
新緑時期の書院2階。新緑が写経机に映る。

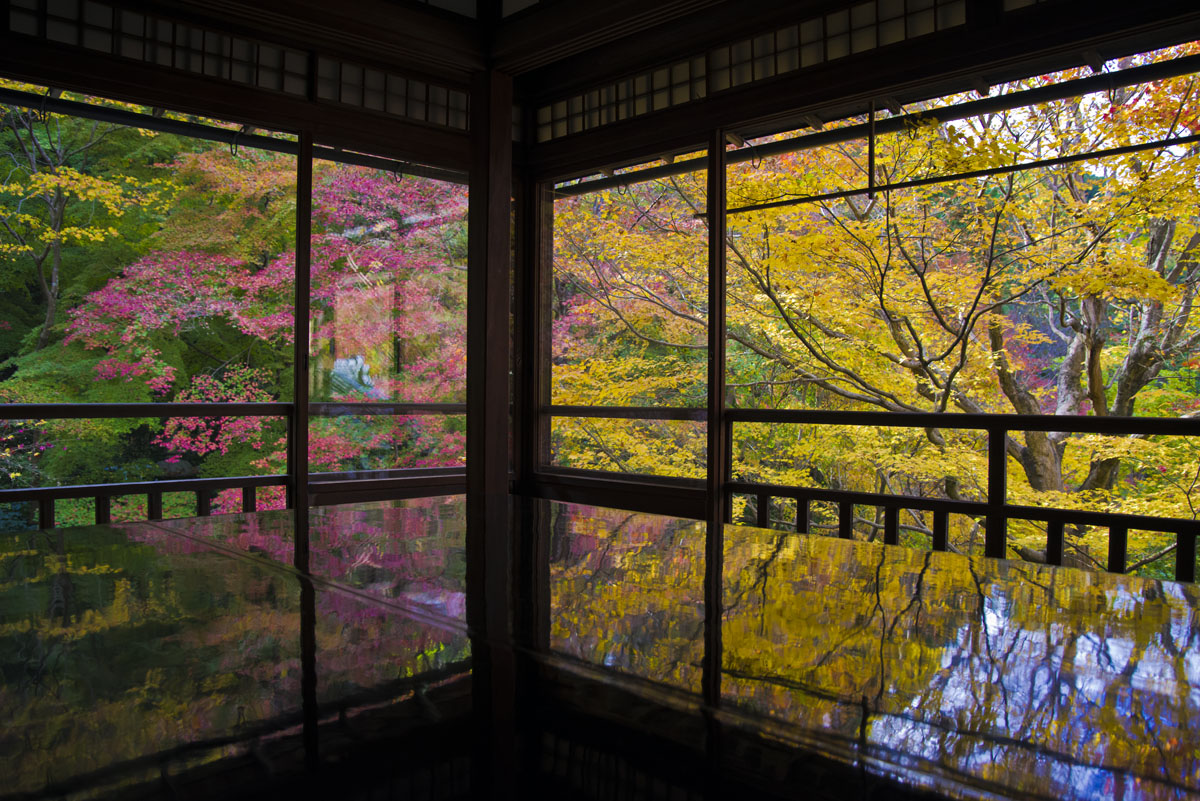
秋の書院2階。紅葉が写経机に映る。

瑠璃光院（るりこういん）は、京都市左京区上高野にある寺院。岐阜市に本坊を置く「浄土真宗無量寿山光明寺」の支院で、本尊は阿弥陀如来。
もともと別荘として造営されたもので、1万2000坪の敷地に数寄屋造りの建物と日本庭園を有する。通常は非公開であるが、春と秋に公開している（2023年時点）。書院2階の机の天板に庭のカエデが映り込む光景で知られている。

## 建物と庭園
もともとこの土地は、明治から大正期の実業家（京都電燈などの創業者）で政治家としても活躍した田中源太郎（1853年 - 1922年）が所有していた。田中が当地に構えた庵に三条実美（明治政府の太政大臣）が「喜鶴亭」という命名をおこなった。
田中の死後、この土地は京都電燈重役の個人別荘となった。現在みられる建物と庭園は、大正末期から昭和にかけて造営されたものである。数寄屋造りの建物は中村外二が手掛け、自然を借景とした庭園は佐野藤右衛門一統によるものとされる。
京都電燈は、現在の叡山電鉄叡山本線や叡山ケーブルを開設し、これらの鉄道・軌道事業は1942年設立の京福電気鉄道に引き継がれた。別荘も京福電気鉄道の所有となり、高級料理旅館「喜鶴亭」として営業していた。
料理旅館が廃業することとなり、光明寺が買収。本堂を設置し、光明寺より寺宝を移して、2005年に寺院に改められた。「喜鶴亭」の名は茶室に受け継がれている。

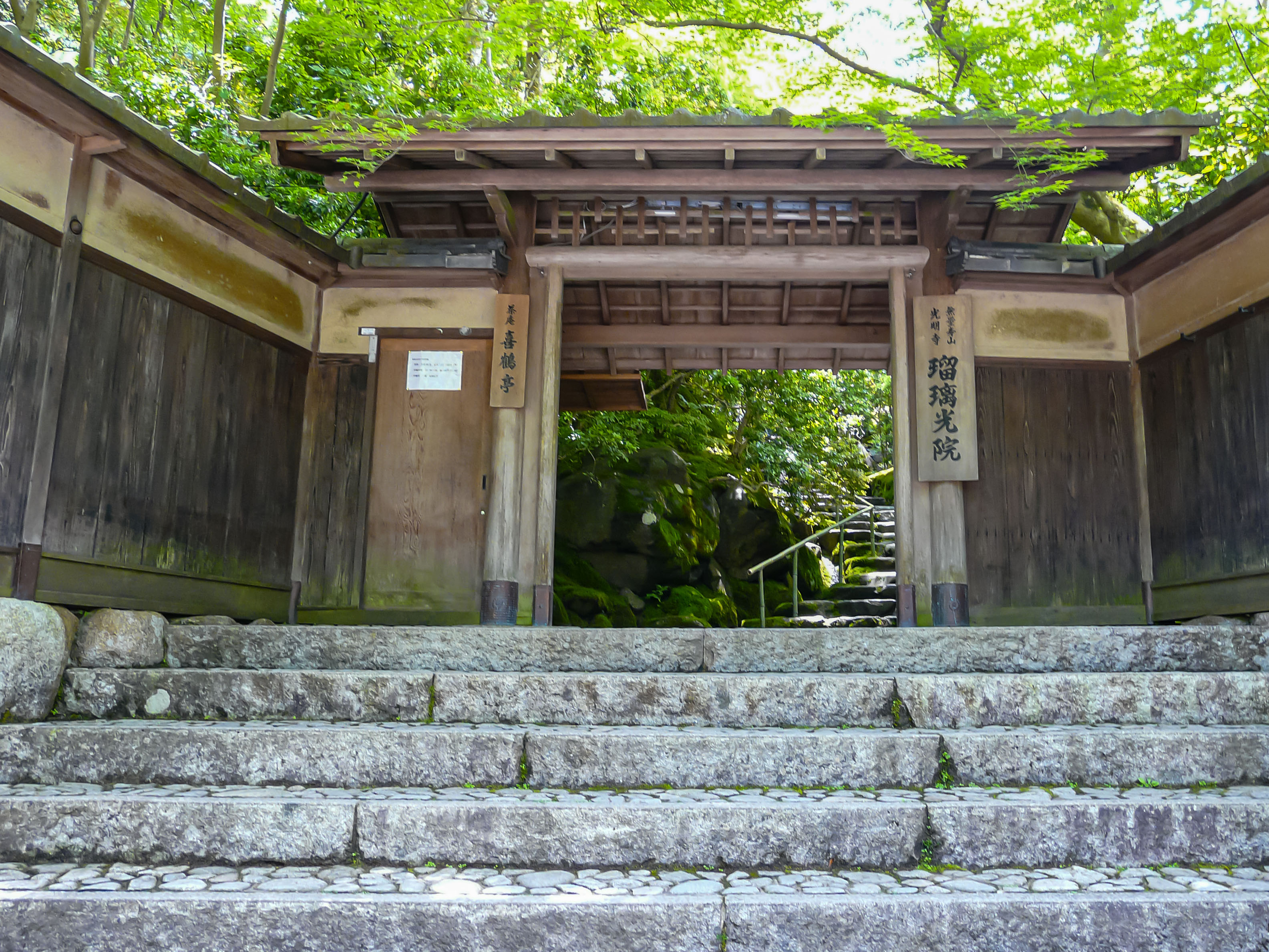
山門
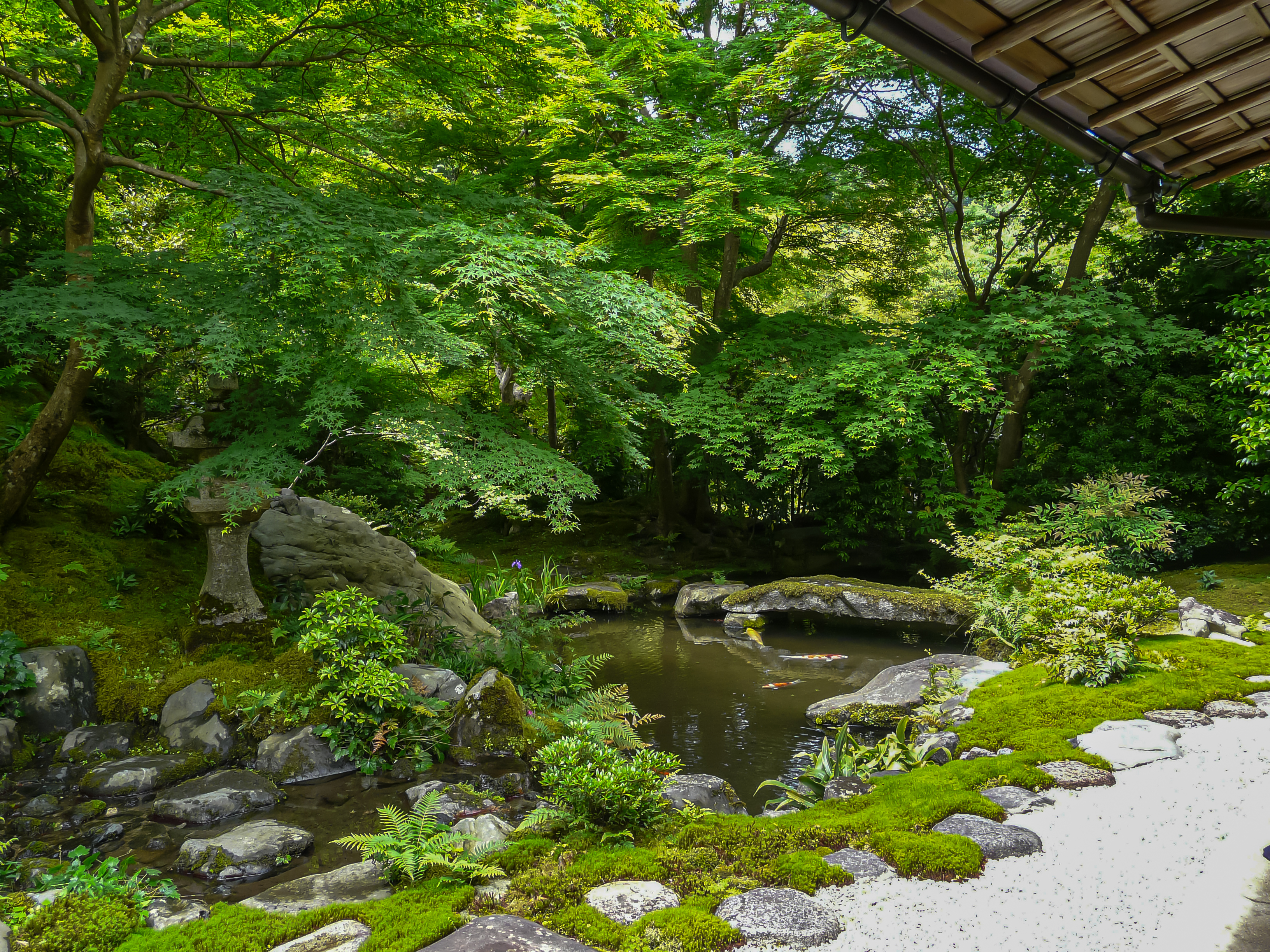
書院1階からの眺め
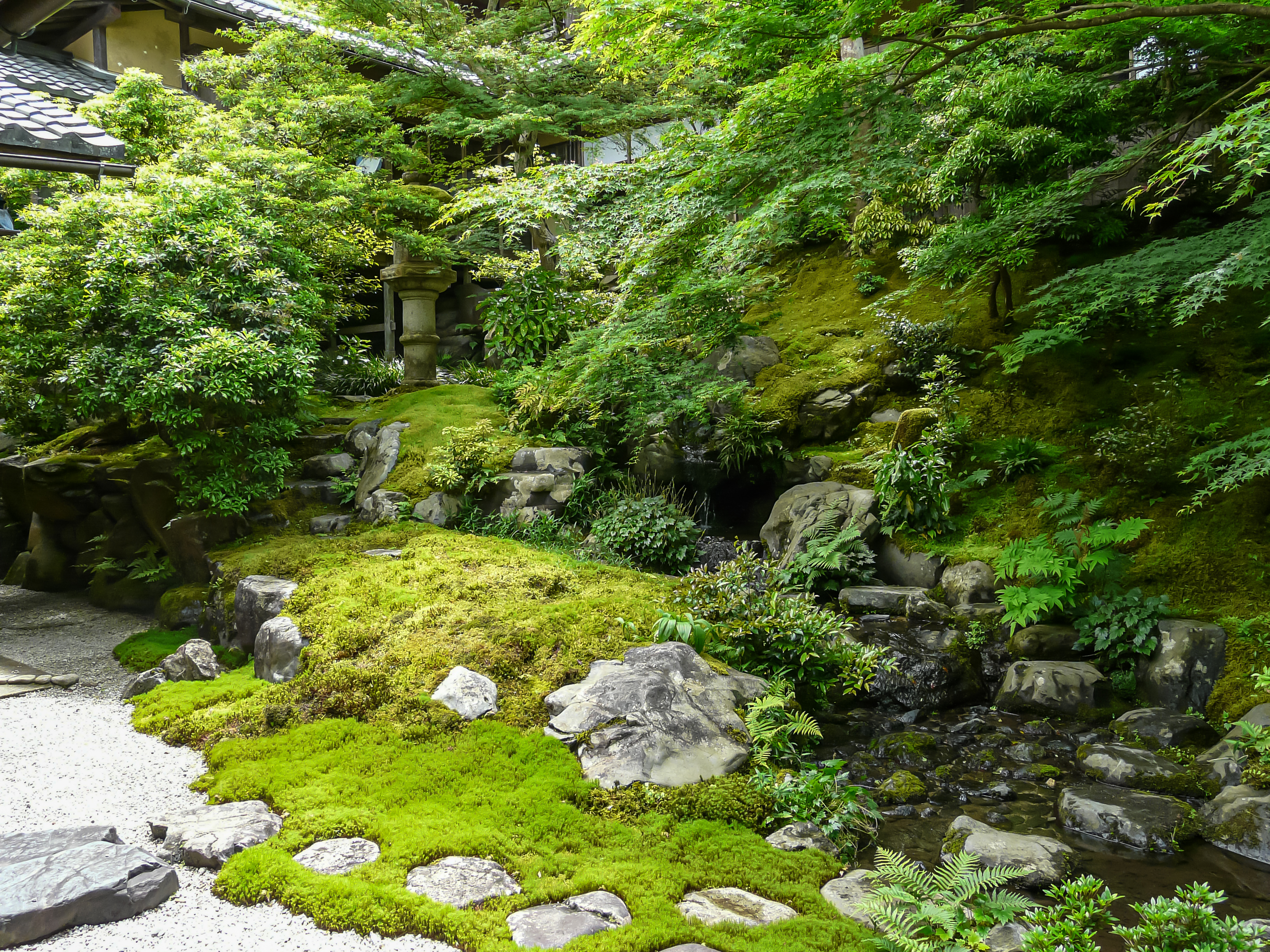
書院1階からの眺め
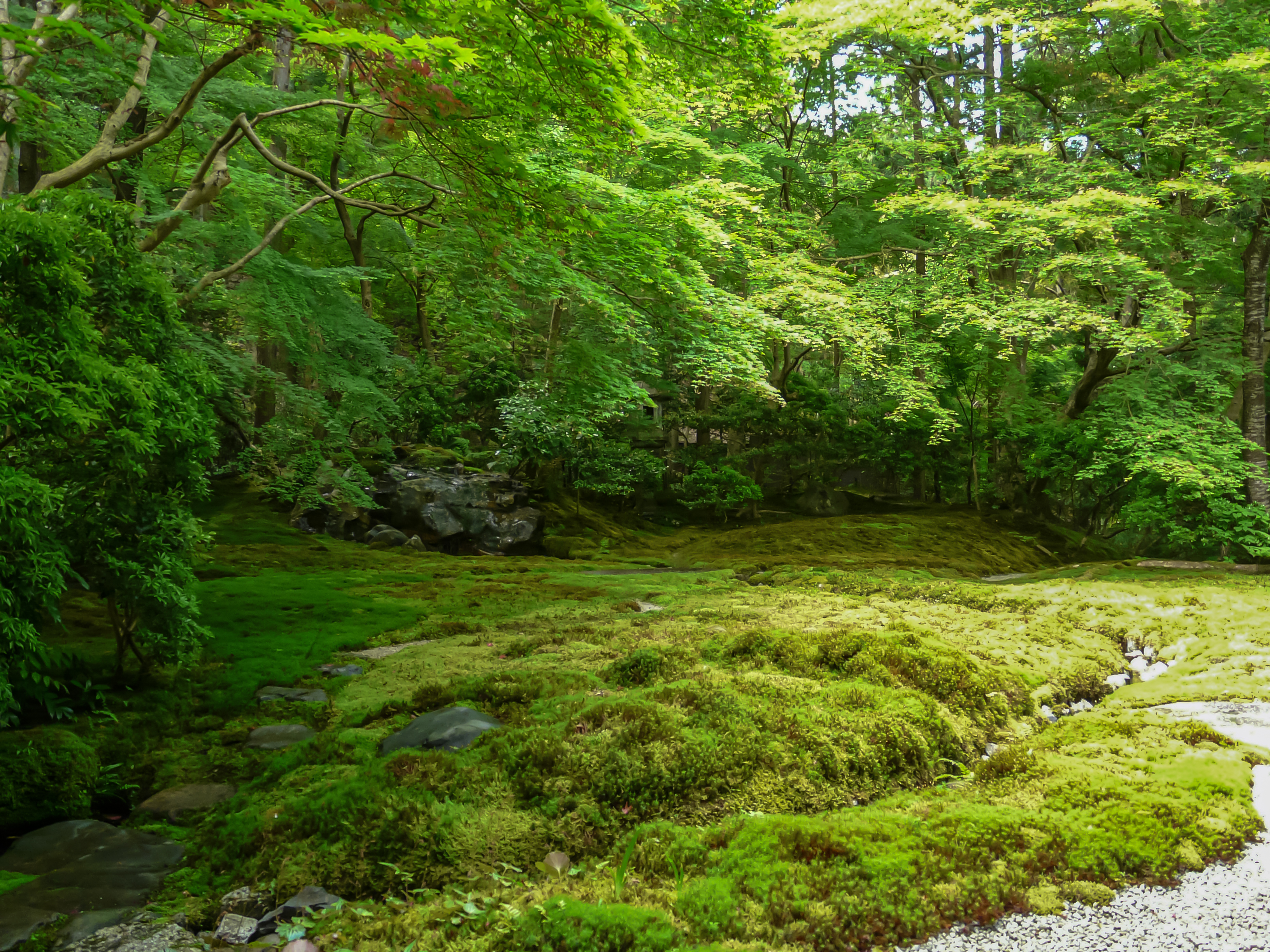
書院1階からの眺め
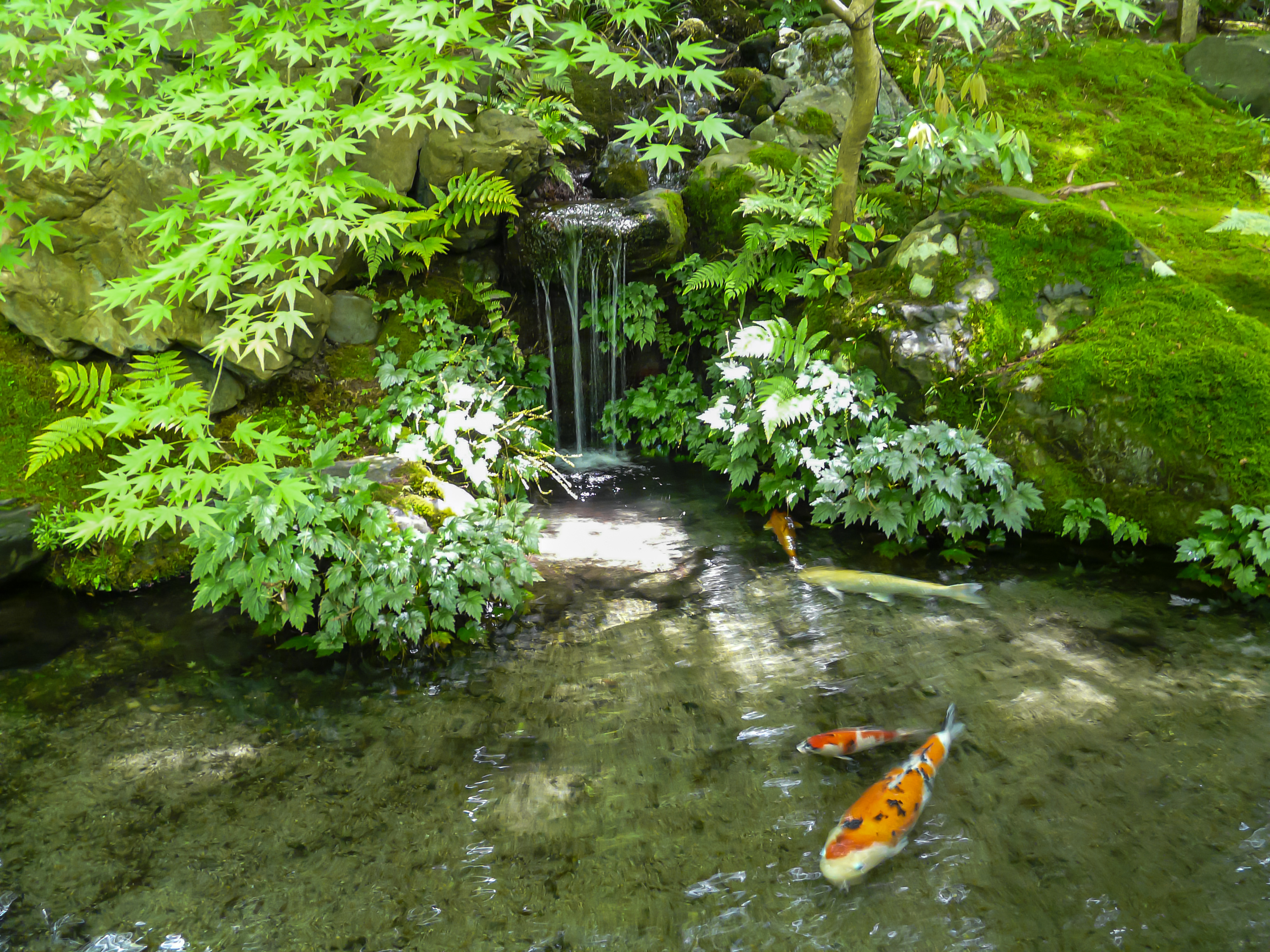

## アクセス
八瀬地区の入り口（南端）に近い高野川左岸、八瀬比叡山口駅から見て対岸に位置する。ウェブサイトでは「八瀬 瑠璃光院」などの表記が用いられているが、住所の上では上高野地区に属する。
- 叡山電鉄叡山本線 八瀬比叡山口駅下車 徒歩5分.
- 叡山ケーブル ケーブル八瀬駅下車 徒歩5分.
- 京都バス 八瀬駅前停留所下車 徒歩7分